# 大原町 (板橋区)
大原町（おおはらちょう）は、東京都板橋区の町名。丁目の設定がない単独町名である。全域で住居表示が実施されている。

## 地理
板橋区の東部に位置する。北で志村、東で蓮沼町、南で泉町、西で前野町と隣接する。町域の東辺を中山道（国道17号）が通じ、町域南部を東西に首都高速道路が横断する。主に住宅地であるが、中小の工業施設も多数立地している。

### 地形
武蔵野台地成増台の高台に属する。前野町から泉町にかけて形成されている志村地区の崖線（がいせん）後背部谷戸地形の東端付近に相当し、首都高速道路の高架橋は谷に沿って建設されている。志村・前野町地域では急峻な高低差が見られるが、当町域では谷が浅く、ゆるやかな勾配地形となっている。

## 歴史
廃藩置県実施前は武蔵国豊島郡前野村および蓮沼村（後に分村により本蓮沼村）。一帯は中山道の街道筋に点在する小集落であったと考えられる。

### 沿革
- 1602年（慶長7年）：徳川家康の命により、中山道が整備される。
- 1862年（文久2年）：蓮沼村が上蓮沼村と本蓮沼村に分村し、当地域は本蓮沼村となる。
- 1871年（明治4年）：浦和県（現埼玉県）から東京府に編入。大区小区制実施。
- 1878年（明治11年）：郡区町村編制法により北豊島郡が設置され、東京府北豊島郡前野村および本蓮沼村となる。
- 1889年（明治22年）4月1日：市制町村制施行により志村と合併、東京府北豊島郡志村大字前野および大字本蓮沼となる。
- 1923年（大正12年）：王子（王志とも）乗合自動車商会（後に中山道乗合自動車を経て、戦後は国際興業バスに統合）が、王子駅 - 志村戸田橋間の路線バス事業を開始。現在の町域に志村前野、蓮沼停留所が設置される。
  - 1930年代には、他に板橋乗合自動車（後に東都乗合自動車、戦後は国際興業バスに統合）が巣鴨駅 - 志村兵器庫（現在の北区西が丘・国際興業バス赤羽営業所付近）の路線を運行、現在の町域に志村前野停留所を設置していた。この路線は1919年に現在の板橋区域における最初の路線バスとして営業を開始した巣鴨駅 - 板橋駅路線の延長区間に相当する。
- 1932年（昭和7年）10月1日：東京府内市郡併合による板橋区発足に伴い、東京府東京市板橋区志村清水町、志村前野町および志村本蓮沼町となる（1943年8月1日 東京都制施行）。
- 1935年（昭和10年）：中山道拡幅・新道（国道17号）建設工事が完成する。[6]
- 1944年（昭和19年）：都電志村線開通。蓮沼町停留場が設置される。[7]
- 1961年（昭和36年）5月1日：地番整理により、志村清水町、志村前野町、志村本蓮沼町の一部地域が大原町に再編される。[8]
- 1966年（昭和41年）5月28日：都電志村線廃止（最終運行日）。
- 1968年（昭和43年）12月27日：都営地下鉄6号線開通、本蓮沼駅開業。
- 1977年（昭和52年）8月19日：首都高速道路5号池袋線の北池袋出入口 - 高島平出入口が開通。

### 地名の由来
1961年の地番整理の際、旧志村大字前野内にあった字名、大日前（だいにちまえ）の「大」と西原（にしっぱら）の「原」を採って「大原」とした。大日前とは、かつて「大日堂」を名乗っていた「長徳寺」（本尊：大日如来）の前であることを意味する。西原は中山道の西側にある原の意で、街道東側には「東原（ひがしっぱら）」という字があった。東原については、現在の小豆沢一丁目に「東原（ひがしっぱら）公園」が残されている。

## 世帯数と人口
2025年（令和7年）3月1日現在（板橋区発表）の世帯数と人口は以下の通りである。
- 世帯数 : 2,415世帯
- 人口 : 4,517人

### 人口の変遷
国勢調査による人口の推移。
| 年                 | 人口  |
| ------------------ | ----- |
| 1995年（平成7年）  | 3,045 |
| 2000年（平成12年） | 2,964 |
| 2005年（平成17年） | 3,891 |
| 2010年（平成22年） | 4,198 |
| 2015年（平成27年） | 4,421 |
| 2020年（令和2年）  | 4,670 |

### 世帯数の変遷
国勢調査による世帯数の推移。
| 年                 | 世帯数 |
| ------------------ | ------ |
| 1995年（平成7年）  | 1,540  |
| 2000年（平成12年） | 1,534  |
| 2005年（平成17年） | 1,939  |
| 2010年（平成22年） | 2,107  |
| 2015年（平成27年） | 2,236  |
| 2020年（令和2年）  | 2,415  |

## 学区
区立小・中学校に通う場合、学区は以下の通りとなる（2021年8月時点）。
| 番地              | 小学校                 | 中学校                 |
| ----------------- | ---------------------- | ---------------------- |
| 1～19番 39～43番  | 板橋区立志村第二小学校 | 板橋区立志村第一中学校 |
| 20～38番 44～46番 | 板橋区立志村第一小学校 | 板橋区立志村第一中学校 |

## 事業所
2021年（令和3年）現在の経済センサス調査による事業所数と従業員数は以下の通りである。
- 事業所数 : 87事業所
- 従業員数 : 992人

### 事業者数の変遷
経済センサスによる事業所数の推移。
| 年                 | 事業者数 |
| ------------------ | -------- |
| 2016年（平成28年） | 88       |
| 2021年（令和3年）  | 87       |

### 従業員数の変遷
経済センサスによる従業員数の推移。
| 年                 | 従業員数 |
| ------------------ | -------- |
| 2016年（平成28年） | 734      |
| 2021年（令和3年）  | 992      |

## 交通

### 鉄道
町域に駅は存在しないが、以下の路線・駅が利用可能である。
- 東京都交通局
  - 都営地下鉄三田線：本蓮沼駅（蓮沼町および泉町）

### バス
- 国際興業バス　※出入庫に伴う区間運行系統は省略。
  - 本蓮沼駅（旧称・蓮沼町）：赤51　西が丘経由赤羽駅西口行き・サンシャインシティ経由池袋駅東口行き、赤57　トンネル経由赤羽駅西口行き・日大病院行き、池20　池袋駅西口行き・高島平操車場行き、池21　池袋駅西口行き・高島平駅行き

### 道路
- 首都高速5号池袋線：当町域に出入口は設置されていない。
- 国道17号（中山道）

## 施設
- 板橋区立志村第一中学校
- オーケー板橋大原店
- 長徳寺 - 真言宗豊山派の仏教寺院。

## その他

### 日本郵便
- 郵便番号 : 174-0061[3]（集配局 : 板橋北郵便局[18]）。